# Thelma Peake
Thelma Peake (geb. Mason; * 30. April 1914; † 15. Juni 1982) war eine australische Weitspringerin, Hürdenläuferin und Sprinterin.
Bei den British Empire Games 1938 in Sydney gewann sie Bronze im Weitsprung, wurde Fünfte im 80-Meter-Hürdenlauf, schied über 100 Yards im Halbfinale aus und gewann mit der australischen Mannschaft Gold in der 660-Yards-Staffel.
Von 1935 bis 1937 wurde sie dreimal in Folge Australische Meisterin im Weitsprung.

## Persönliche Bestleistungen
- 100 Yards: 11,1 s, 28. August 1937, Brisbane (entspricht 12,2 s über 100 m)
- 80 m Hürden: 12,0 s, 5. September 1936, Brisbane
- Weitsprung: 5,66 m, 4. September 1937, Brisbane